# Earle Brown
Pour les articles homonymes, voir Brown.
Earle Brown, né le 26 décembre 1926 à Lunenburg (Massachusetts) et mort le 3 juillet 2002 à Rye (État de New York), est un compositeur américain de musique contemporaine, improvisée et avant-gardiste.
Son œuvre est caractérisée par ce qu’il a appelé la « forme ouverte » (open form). Ses compositions s’articulent en plusieurs parties dont l’ordre d’interprétation est laissé à la liberté du chef d’orchestre. Celui-ci indique de la main aux musiciens quelle partie jouer. Brown a inventé son propre système de notation musicale. L’improvisation occupe une place prépondérante dans son œuvre.